# Rautenbach (Unternehmen)
Rautenbach Solingen Beteiligungs GmbH & Co KG ist eine deutsche Beteiligungsgesellschaft mit Sitz in Solingen, welche Anteile an Firmen in der CNC-Bearbeitung, Raum- und Systemtechnik hauptsächlich für die Automobilindustrie beziehungsweise den Getriebe- und Flugzeugbau hält. Die Firma geht auf den Rautenbach-Konzern respektive die Rautenbach AG zurück, welcher während des Zweiten Weltkriegs in Solingen und Wernigerode über 7.200 Arbeiter beschäftigt hat.
Die ehemalige Rautenbach AG, welche primär die Fertigung von Automobilteilen umfasste, wurde 2005 durch Harald Rautenbach an den mexikanischen Nemak-Konzern veräußert.

## Geschichte
Der Firmengründer Rudolf Rautenbach (1859–1939) eröffnete 1885 eine Gelbgießerei in Solingen. Zu seinen Kunden zählte zunächst vor allem die dort beheimatete Stahlwarenindustrie. Ab 1900 stieg er in die Produktion von Leichtbauteilen für die Automobilindustrie ein und die Firma belieferte namhafte Unternehmen wie Daimler und Adam Opel. 1912 beschäftigte das Unternehmen am Solinger Mangenberg bereits 150 Mitarbeiter. Nach dem Rückzug von Rudolf Rautenberg übernahm sein Sohn Arthur 1920 die Geschäftsführung.
Das Unternehmen spezialisierte sich in den 1920er Jahren auf die Produktion von Aluminiumteilen und belieferte neben der Autoindustrie auch die aufkommende Flugzeugindustrie. 1935 wurde in Wernigerode im Harz ein Zweigwerk errichtet, eine der damals größten Leichtmetallgießereien Europas. Das Unternehmen produzierte im Zweiten Weltkrieg als kriegswichtiger Zulieferbetrieb für die deutsche Rüstungsindustrie und beschäftigte in seinen Werken auch Zwangsarbeiter. Das Werk am Solinger Mangenberg wurde am 16. Februar 1945 durch einen Luftangriff zerstört.:440
Nach einem Produktionsverbot wurde der Gießereibetrieb für nichtmilitärische Zwecke im Solinger Werk 1949 wieder aufgenommen. Da neben Arthur zwischenzeitlich sein Bruder Harry in das Unternehmen eingestiegen war, firmierte es neu als Gebr. Rautenbach GmbH. Harry wurde 1953 alleiniger Geschäftsführer im Unternehmen. Sein Sohn Harald übernahm den Betrieb 1960 und erweiterte das Produktionsspektrum der Firma auf Aluminiumfassadenteile. 1972 wurde das Unternehmen von der Honsel AG übernommen, die Rautenbachs stiegen 1982 aus dem Unternehmen aus. Honsel gab 1997 den Standort in Solingen auf.
Das Werk in Wernigerode wurde seit 1948 als VEB Gießerei und Modellbau Wernigerode betrieben. Es avancierte zum bedeutendsten Aluminiumgießereibetrieb der DDR. Dieser Betrieb wurde 1993 durch die Firma Rautenbach zurückgekauft. In dem Werk werden vor allem Zylinderköpfe für die Automobilindustrie produziert. 2004 beschäftigte das Werk 500 Mitarbeiter, bevor es an den mexikanischen Konzern Nemak verkauft wurde. Bis heute gehört das Werk in Wernigerode zu den größten Arbeitgebern.
Die Familie Rautenbach baute sich ab den 1980er Jahren in Solingen nach dem Rückzug von Honsel durch mehrere Firmenübernahmen etwa im Bereich CNC-Bearbeitung neue Standbeine auf. Das Unternehmen Rautenbach fungiert heute als Holdinggesellschaft für diese Unternehmen. Die Firmen Glätzer, Knieps und Meyer+Dörner sind an der Dönhoffstraße am Solinger Mangenberg ansässig, an der sich früher das Solinger Rautenbach-Werk befand.

## Organisation
Die Firmengruppe umfasst (Stand 2022) folgende Unternehmen:
- Rautenbach Solingen GmbH & Co KG (Beteiligungen)
  - Glätzer GmbH
  - Knieps GmbH
  - Meyer+Dörner Räumwerkzeuge GmbH